# Secretaria d'Estat per a la Unió Europea
La Secretaria d'Estat per a la Unió Europea (SEUE) és una secretaria d'estat d'Espanya depenent del Ministeri d'Afers Exteriors i Cooperació.

## Titular
L'actual Secretari d'Estat per a la Unió Europea és Iñigo Méndez de Vigo Montojo, des del 23 de desembre de 2011 fins al juny de 2015.

## Funcions i estructura

### X Legislatura
La Secretaria d'Estat per a la Unió Europea és l'òrgan superior directament responsable, sota la direcció del ministre d'Afers exteriors i de Cooperació, de la formulació i execució de la política d'Espanya en l'àmbit de la Unió Europea. Així mateix, assisteix al ministre en la formulació i execució de la política exterior d'Espanya a l'àrea geogràfica corresponent als països de la Unió Europea, països candidats, països de l'Espai Econòmic Europeu i altres països europeus.
La Secretaria d'Estat té competències:
- La coordinació de les actuacions que, en el marc de les seves competències, realitzin les Administracions públiques en la Unió Europea i el manteniment a tal fi de les relacions necessàries amb els òrgans i organismes competents de l'Administració General de l'Estat i amb les Administracions autonòmiques i locals.
- La impartició d'instruccions a l'Ambaixador Representant Permanent d'Espanya davant la Unió Europea.

De la Secretaria d'Estat per a la Unió Europea depenen els següents òrgans directius:
- La Direcció general d'Integració i Coordinació d'Assumptes Generals de la Unió Europea.
- La Direcció general de Coordinació del Mercat Interior i altres Polítiques Comunitàries.
- La Direcció general d'Europa Occidental, Central i Sud-est d'Europa.

Com a òrgan de suport polític i tècnic del titular de la Secretaria d'Estat existeix un Gabinet.
Està adscrita a la Secretaria d'Estat per a la Unió Europea, sense perjudici de la seva dependència del Ministeri de Justícia, l'Advocacia de l'Estat davant el Tribunal de Justícia de la Unió Europea.

## Llista de secretaris d'Estat
- Raimundo Bassols Jacas (1981-1982).
- Manuel Marín González (1982-1985).
- Pere Solbes Mira (1985-1991).
- Carlos Westendorp Cabeza (1991-1995).
- Emilio Fernández-Castaño y Díaz-Caneja (1995-1996).
- Ramón de Miguel y Egea (1996-2000).
- Ramón de Miguel y Egea (2000-2004).
- Diego López Garrido (2008-2011).
- Íñigo Méndez de Vigo (2011-2015).
- Fernando Eguidazu Palacios (2015-2016).
- Jorge Toledo Albiñana (2016-2018).
- Luis Marco Aguiriano Nalda (2018-).